# 고흥동초등학교
고흥동초등학교는 대한민국 전라남도 고흥군 고흥읍 호형리에 있는 공립 초등학교이다.

## 학교 연혁
- 1911년 7월 6일 흥양공립보통학교 개교(설립인가 6월 22일, 고흥향교)
- 1914년 4월 1일 고흥공립보통학교 개칭
- 1921년 5월 29일 현 위치로 신축 이전
- 1938년 4월 1일 고흥동공립심상소학교 개칭
- 1941년 4월 1일 고흥동공립국민학교 개칭
- 1949년 4월 1일 고흥동국민학교로 개명
- 1995년 3월 1일 고흥남국민학교 통합
- 1996년 3월 1일 고흥동초등학교로 개명
- 1997년 3월 1일 고흥서초등학교 통합
- 1999년 3월 1일 운대초등학교 통합
- 2003년 3월 15일 병설유치원 개원(2학급)
- 2012년 2월 17일 제100회 졸업(졸업생 총 20,094명)
- 2012년 9월 30일 병설유치원 폐원(푸른꿈유치원으로 분리)
- 2020년 2월 14일 제108회 졸업(149명, 총 21,437명)
- 2020년 3월 2일 초등 31학급, 특수학급 1학급, 총 32학급

## 참고 자료
- 고흥동초등학교 - 한국교육학술정보원 학교알리미